# Provincia di Livorno
La provincia di Livorno è una provincia italiana della Toscana di 325 212 abitanti. È la quinta provincia toscana per numero di abitanti e la settima per superficie.
Affacciata ad ovest sul mar Ligure e mar Tirreno (sul promontorio di Piombino è posto il confine tra questi due mari), confina a nord e a est con la provincia di Pisa, a sud con la provincia di Grosseto.
L'attuale sua forma e estensione risale al 1925, quando - per diretto volere del gerarca mussoliniano Costanzo Ciano - la già esistente unità amministrativa livornese fu estesa ai comuni dell'allora Maremma pisana e al comune di Collesalvetti, tradizionalmente afferente alle Colline Pisane.
La sede dell'Amministrazione provinciale è situata a Livorno, nel Palazzo Granducale, in piazza del Municipio.

## Storia

### Storia del territorio
Il territorio della provincia era frequentato già nel paleolitico (strumenti in pietra scheggiata e attività di caccia e raccolta) e nel neolitico, con i primi insediamenti stabili e l'inizio delle attività agricole e dei primi scambi commerciali, legati alla fabbricazione di manufatti in ossidiana, proveniente dalla Sardegna e dalle isole Lipari.
Nell'età del bronzo il territorio si popola, sfruttando le risorse agricole e minerarie e nell'età del ferro l'aggregazione di villaggi sparsi origina i primi centri urbani, tra cui Populonia.
Con gli Etruschi i territori che costituiscono l'attuale provincia sono suddivisi tra l'influenza delle città di Populonia, Pisa e Volterra: il controllo delle risorse agricole e minerarie e dei commerci accresce la ricchezza dei ceti dominanti aristocratici, che lasciano tombe con ricchi corredi e residenze principesche.
Il commercio marittimo si avvale di una rete di porti e approdi, tra i quali Populonia, da cui transitano i prodotti delle miniere di ferro dell'isola d'Elba: altri approdi sono dislocati alle foci di fiumi e torrenti, come Vada, e al promontorio di Castiglioncello. Il commercio permette anche l'importazione di oggetti di lusso, soprattutto di provenienza orientale, che vanno ad arricchire le dimore e le sepolture della classe dirigente.
Dopo la conquista romana, a partire dal II secolo a.C. le zone costiere pianeggianti si popolano di ville. Alla produzione agricola si affianca quella delle saline costiere e delle fornaci che fabbricano anfore, dolii e laterizi.
I porti di Populonia e Vada (Vada Volaterrana per i Romani) proseguono le proprie attività commerciali e ad essi si aggiunge il Portus Pisanus, in una laguna ora interrata, attualmente alla periferia nord di Livorno. Il sistema stradale etrusco, ereditato dai Romani, viene incrementato con la costruzione della via Aurelia.
Dopo la fine dell'impero romano, il territorio della provincia è segnato dalle devastazioni della guerra greco-gotica (535-553) e alla fine del VI secolo viene conquistato dai Longobardi. Nel corso del medioevo le città di Pisa e Volterra vi insediano una rete di postazioni fortificate, che garantiscono il controllo delle risorse minerarie.
Successivamente, per lungo tempo, risulta divisa tra più entità statali. Intorno all'anno 1000 fu creato, intorno al grande porto di Pisa, il "Piviere del Piano del Porto Pisano", giurisdizione amministrativa della Repubblica marinara che arrivava fino a Montenero e governata da un proprio capitano. Con la sconfitta di Pisa la zona livornese cade in parte sotto la potestà di Genova che vi costituì un vicariato dallo Stagno fino alle colline della Valle Benedetta e a sud fino al torrente Chioma (1408-1426). La zona passata sotto la sovranità di Firenze diviene una exclave amministrativa annessa direttamente al distretto fiorentino e quindi autonomo dalla provincia di Pisa.

### Dal Capitanato alla nascita della provincia
Da allora la città di Livorno seguì una sua storia particolare (data anche la sua condizione di porto franco). Il Capitanato Nuovo della Città e Porto di Livorno, istituito nel 1606, comprendeva anche alcuni territori extra cittadini: esso si estendeva sui territori limitrofi a Stagno, Collesalvetti, Crespina e Lorenzana, per ricongiungersi al mare attraverso il fiume Fine. Vada e la Maremma a sud rimanevano sotto la giurisdizione amministrativa della provincia pisana. Mentre Lorenzana, in seguito eretta a feudo dal granduca di Toscana, fu temporaneamente distaccata dalla giurisdizione di Livorno (1720-1783), mentre la città ed il capitanato con le riforme leopoldine entrò a far parte della provincia pisana.
Invece, Piombino e gran parte dell'Isola d'Elba se in un primo tempo erano sotto Pisa, divennero indipendenti a partire dal XIV secolo e fino al Congresso di Vienna, dapprima come signoria (Signoria di Piombino), quindi come principato (Principato di Piombino); Porto Azzurro, al tempo "Porto Longone", divenne dopo il 1559 un territorio dello Stato dei Presidii; l'Isola di Capraia era sotto Genova già da lungo tempo.
Nel 1776, con la riforma della Comunità della Provincia Pisana, furono istituite le cancellerie di Pisa, Vicopisano, Lari e Peccioli. Il granduca Pietro Leopoldo, nel tentativo di arginare la grande autonomia di cui godeva il porto franco di Livorno, decretò che i territori livornesi fossero aggregati alla Cancelleria di Lari  (1780) e ripartiti tra le comunità di Rosignano Marittimo e Fauglia (che comprendeva Crespina, Castell'Anselmo, Nugola, Gabbro, Parrana e Luciana). Questo malgrado alcuni anni prima la città labronica fosse stata dotata, unico centro del Granducato assieme a Firenze, di un tribunale con cancellieri e sottocancellieri, civili e criminali.

Il gonfalone della provincia

Il periodo napoleonico unificò quasi tutta l'attuale provincia, oltre ai territori oggi in provincia di Pisa, e altre estese zone dell'entroterra arrivando fino a San Miniato, sotto il vasto "Dipartimento del Mediterraneo" di cui Livorno era capoluogo; restarono esclusi il principato di Piombino, posto insieme a Lucca sotto il controllo della sorella di Napoleone, Elisa Baciocchi che creò un'unica entità amministrativa ovvero il Principato di Lucca e Piombino.

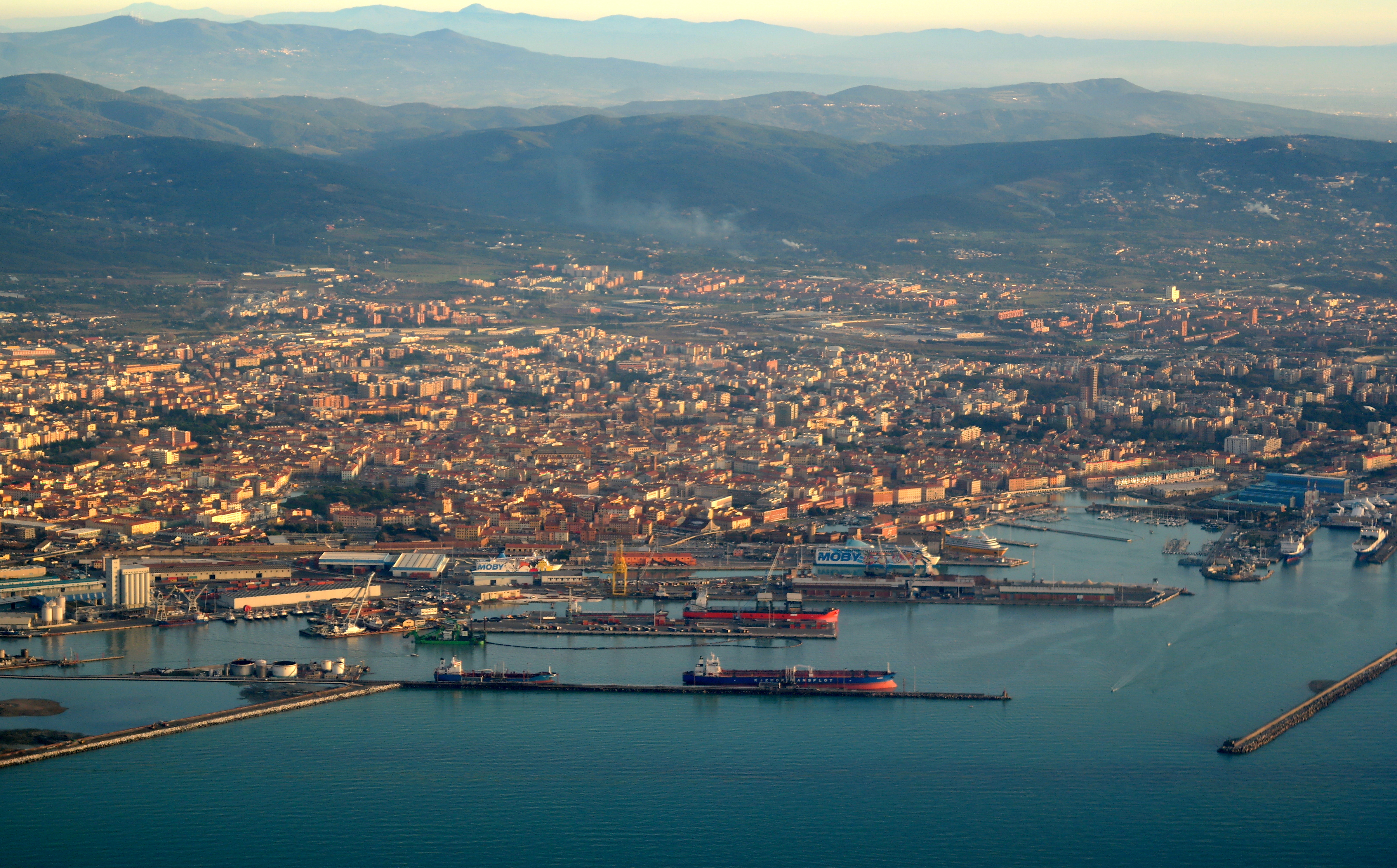
Livorno

La Restaurazione del congresso di Vienna cancellò l'autonomia di Piombino e di Porto Longone e ripristinò la situazione amministrativa prima di Napoleone. Nel 1849 il Granducato veniva suddiviso in sette compartimenti (sostanzialmente equiparabili a province) e i governi di Livorno (comprendente il solo comune) e dell'Isola d'Elba. Nel 1851 al governatorato di Livorno venne unito quello dell'Elba.
Grazie al suo particolare status di porto franco, Livorno godeva di poteri eccezionali rispetto agli altri dipartimenti del Granducato: ad esempio il governatore era il punto di riferimento dell'organizzazione sanitaria e militare, conservava competenze diplomatiche con i consoli toscani nei porti esteri ecc.
La trasformazione del Governo di Livorno in prefettura sancì la fine di questi privilegi; come contropartita fu richiesto di dotare Livorno di una provincia di dimensioni adeguate al suo rango e all'importanza economica della città, di dimensioni paragonabili, pertanto, a quelle delle altre città.
Per questo, sin dagli anni sessanta del XIX secolo furono avanzate alcune proposte per inglobare ad esempio i territori di Rosignano Marittimo e parte di quello di Lari; in realtà il territorio restò limitato al solo comune capoluogo e alle isole d'Elba, Gorgona, Pianosa e Montecristo.
L'armoriale della Provincia di Livorno fu concesso con Regio Decreto nel 1902, proprio nel periodo in cui la provincia era costituita dai soli territori del Comune di Livorno e dell'isola d'Elba. È per questo motivo che esso è costituito dall'arme della città di Livorno sormontato dalla bandiera dell'Elba, rappresentando così tutto l'allora territorio provinciale.
Solo nel 1925, per interessamento diretto del gerarca fascista Costanzo Ciano (livornese di nascita) la piccolissima provincia labronica, raccolta attorno ad una città che contava allora oltre 100 000 abitanti, fu ingrandita con il comune di Capraia Isola (tolto alla provincia di Genova) e con quelli di Bibbona, Campiglia Marittima, Castagneto Carducci, Cecina, Collesalvetti, Piombino, Rosignano Marittimo, Sassetta e Suvereto, tolti alla provincia di Pisa. In tale occasione venne anche istituito il terzo circondario, con capoluogo Piombino.
Nel 1938 fu distaccato un piccolo lembo di territorio dal comune di Cecina, a cui era stata assegnata per un errore amministrativo, ed assegnata al comune di Castellina Marittima, facente parte della provincia di Pisa. Nel 1970 il comune di Piombino cedette una piccola porzione del suo territorio al comune di Follonica, facente parte della provincia di Grosseto.
Dal 1º gennaio 2018 i comuni della provincia passano da 20 a 19, a causa della fusione di Rio Marina e Rio nell'Elba, nel nuovo ente di Rio.

## Geografia fisica

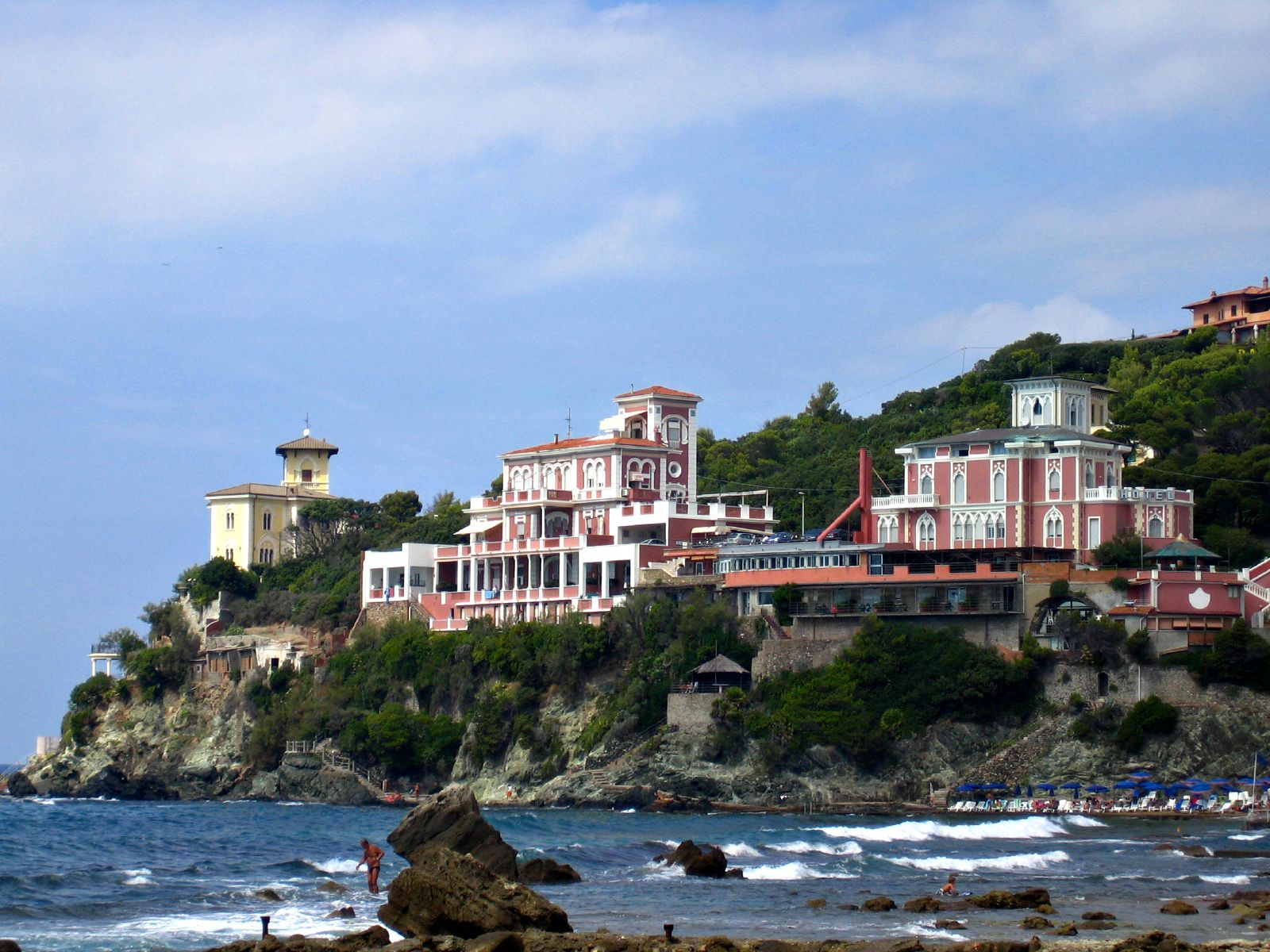
Castiglioncello

La zona nord della provincia, alle spalle del porto di Livorno, è pianeggiante ed è caratterizzata da un ambiente palustre che si riflette nei nomi di alcune località come Stagno e Guasticce.
Più a sud sono presenti rilievi di modesta entità che si estendono alle spalle di una fascia costiera pianeggiante, salvo che nella zona immediatamente a sud di Livorno e nel promontorio di Piombino, dove invece la costa è alta e rocciosa.
La provincia comprende le isole di Gorgona, Capraia, l'Isola d'Elba, Pianosa e Montecristo. L'unico corso d'acqua rilevante è il fiume Cecina, che dopo un percorso di 73 km sfocia all'altezza dell'omonimo abitato, in piena Maremma livornese.
A sud si trova la valle del fiume Cornia che include, nella provincia di Livorno, i comuni di Piombino, San Vincenzo, Campiglia Marittima, Suvereto e Sassetta.

## Natura
Le isole della Provincia, insieme con quelle del Giglio e di Giannutri e con altri isolotti minori, formano il Parco Nazionale dell'Arcipelago Toscano, costituito nel 1997.
Le aree ad est del capoluogo fanno parte invece del Parco dei Monti Livornesi. Più a sud, nella Maremma si osservano grandi distese di campi coltivati separati dal mare da una folta barriera costituita da pini marittimi.

## Società

### Qualità della vita
| Anno | Qualità della Vita (Il Sole 24 Ore) Dato riferito alla provincia | Rapporto Ecosistema Urbano (Legambiente) |
| ---- | ---------------------------------------------------------------- | ---------------------------------------- |
| 2006 | 16ª posizione (-7)                                               | 12ª posizione                            |
| 2007 | 38ª posizione (-15)                                              | 9ª posizione (+3)                        |
| 2008 | 30ª posizione (+8)                                               | 4ª posizione (+5)                        |
| 2009 | 19ª posizione (+11)                                              | 12ª posizione (-8)                       |
| 2010 | 20ª posizione (-1)                                               | 10ª posizione (+2)                       |
| 2011 | 14ª posizione (+6)                                               | 11ª posizione (--)                       |
| 2012 | 30ª posizione (-16)                                              | 17ª posizione (-6)                       |
| 2013 | 31ª posizione (-1)                                               | 21ª posizione (-4)                       |
| 2014 | 11ª posizione (+20)                                              | 32ª posizione (--)                       |
| 2015 | 27ª posizione (-16)                                              | 52ª posizione (-20)                      |
| 2016 | 14ª posizione (+13)                                              | 45ª posizione (+7)                       |
| 2017 | 17ª posizione (-3)                                               | 57ª posizione (-12)                      |
| 2018 | 37ª posizione (-20)                                              | 52ª posizione (+5)                       |
| 2019 | 46ª posizione (-9)                                               | 69ª posizione (-17)                      |
| 2020 | 44ª posizione (+2)                                               | 45ª posizione (+24)                      |
| 2021 | 55ª posizione (-11)                                              | 65ª posizione (-20)                      |
| 2022 | 52ª posizione (+3)                                               | 42ª posizione (+23)                      |

## Vie di comunicazione

### Strade principali
La provincia è percorsa da nord a sud dalla via Aurelia, affiancata dalla variante Aurelia tra Quercianella a Grosseto; nel tratto urbano di Livorno la Variante funge essenzialmente da tangenziale e si raccorda all'autostrada A12.
L'A12, proveniente da Genova, termina nel comune di Rosignano Marittimo, a nord di Cecina, presso l'intersezione con la stessa Variante Aurelia: le uniche uscite che interessano la provincia sono quelle di Livorno (ubicata però nella provincia di Pisa e raccordata alla città mediante una lunga bretella a quattro corsie che lambisce l'abitato di Stagno), Collesalvetti e Rosignano Marittimo.

### Linee ferroviarie

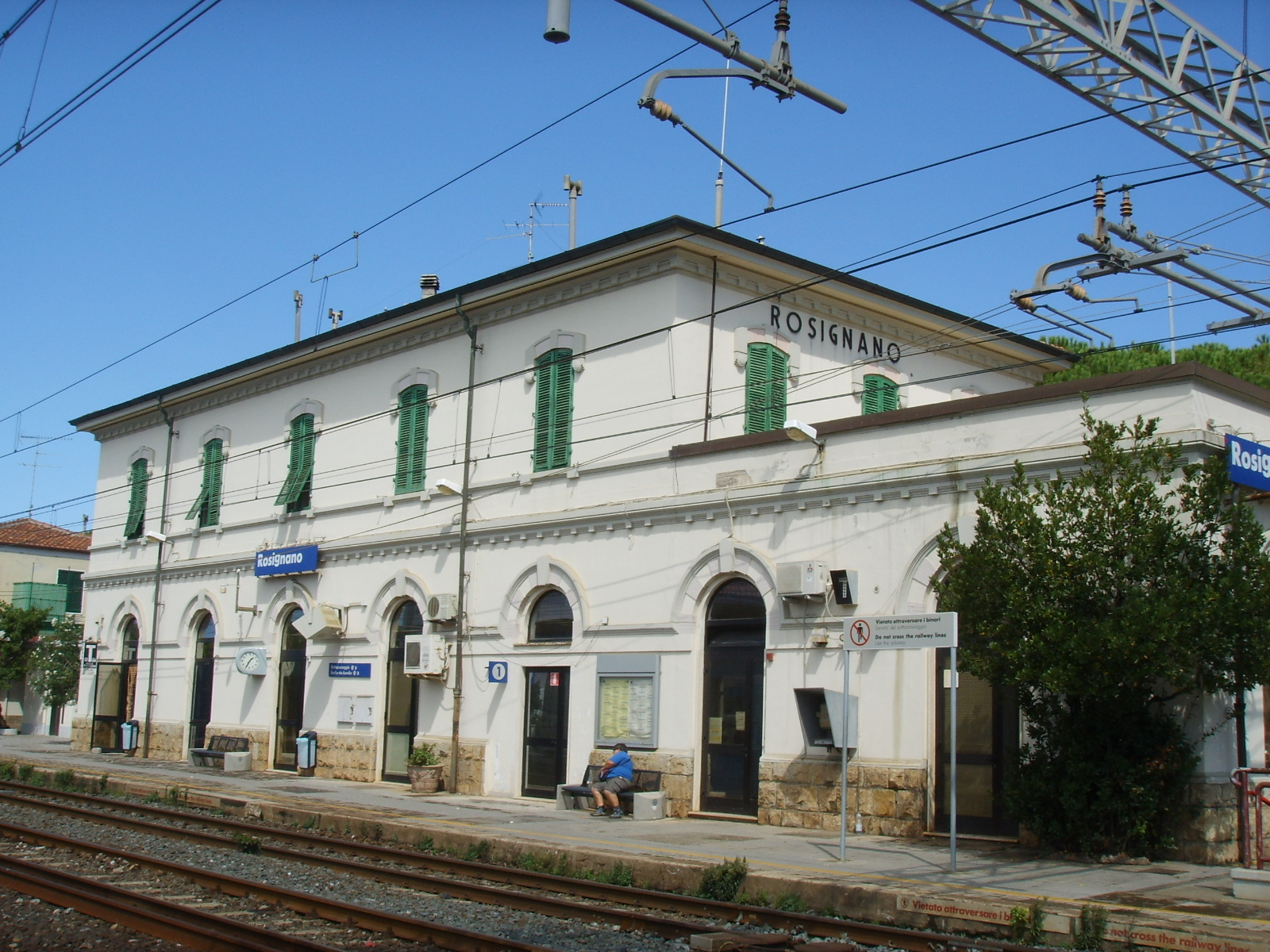
Stazione di Rosignano

La principale linea ferroviaria, che attraversa l'intero territorio provinciale da Livorno fino alla provincia di Grosseto, è linea Livorno-Roma. A Cecina è presente una diramazione per Volterra, mentre da Campiglia Marittima parte il raccordo per Piombino.
In anni recenti è stato ripristinato ad uso esclusivo dei treni merci il binario tra la Stazione di Vada e Pisa via Collesalvetti, che rappresenta l'antico percorso della linea prima della realizzazione della tratta costiera tra Livorno e Cecina.
Sempre nel capoluogo è posto un raccordo che congiunge lo scalo merci di Livorno Calambrone all'interporto Amerigo Vespucci, nel territorio comunale di Collesalvetti: questa linea sfrutta in parte l'antico collegamento tra Collesalvetti e la stazione di Livorno San Marco, successivamente dismesso.
Fino al 1960 era attiva la Ferrovia Pisa-Tirrenia-Livorno, una sorta di metropolitana di superficie tra la città labronica e il litorale pisano.

### Porti
Il principale porto è quello di Livorno, tra i più importanti scali mercantili d'Italia; da qui partono inoltre traghetti per la Sardegna, la Corsica, la Capraia e, periodicamente, per la Sicilia. Negli ultimi anni è divenuto un terminal di riferimento anche per i croceristi.
Altro importante scalo mercantile e passeggeri è quello di Piombino, da dove partono le navi principalmente per l'Isola d'Elba, Sardegna, Pianosa e la Corsica.
Inoltre ci sono porti minori a Portoferraio, Porto Azzurro e Rio Marina.
Tra i porti turistici, oltre a quelli presenti nel capoluogo, i maggiori si trovano a Rosignano Solvay, Marina di Cecina e Piombino.

### Aeroporti
Nella provincia di Livorno è presente un unico aeroporto, situato all'Isola d'Elba, nel comune di Campo nell'Elba.
Tuttavia, a pochi chilometri a nord del confine provinciale, si estende l'aeroporto internazionale di Pisa.

## Comuni
Appartengono alla provincia di Livorno i seguenti 19 comuni:
- Bibbona
- Campiglia Marittima
- Campo nell'Elba
- Capoliveri
- Capraia Isola
- Castagneto Carducci
- Cecina
- Collesalvetti
- Livorno
- Marciana
- Marciana Marina
- Piombino
- Porto Azzurro
- Portoferraio
- Rio
- Rosignano Marittimo
- San Vincenzo
- Sassetta
- Suvereto

### Comuni per popolazione
| Stemma | Comune              | Abitanti |
| ------ | ------------------- | -------- |
|        | Livorno             | 152 154  |
|        | Piombino            | 32 254   |
|        | Rosignano Marittimo | 30 020   |
|        | Cecina              | 27 877   |
|        | Collesalvetti       | 16 372   |
|        | Campiglia Marittima | 12 380   |
|        | Portoferraio        | 11 772   |
|        | Castagneto Carducci | 8 696    |
|        | San Vincenzo        | 6 433    |
|        | Campo nell'Elba     | 4 687    |
|        | Capoliveri          | 3 894    |
|        | Porto Azzurro       | 3 643    |
|        | Rio                 | 3 369    |
|        | Bibbona             | 3 189    |
|        | Suvereto            | 2 942    |
|        | Marciana            | 2 039    |
|        | Marciana Marina     | 1 884    |
|        | Sassetta            | 475      |
|        | Capraia Isola       | 374      |

## Amministrazioni

### Gemellaggi
- El Aaiún

## Economia

### Industria

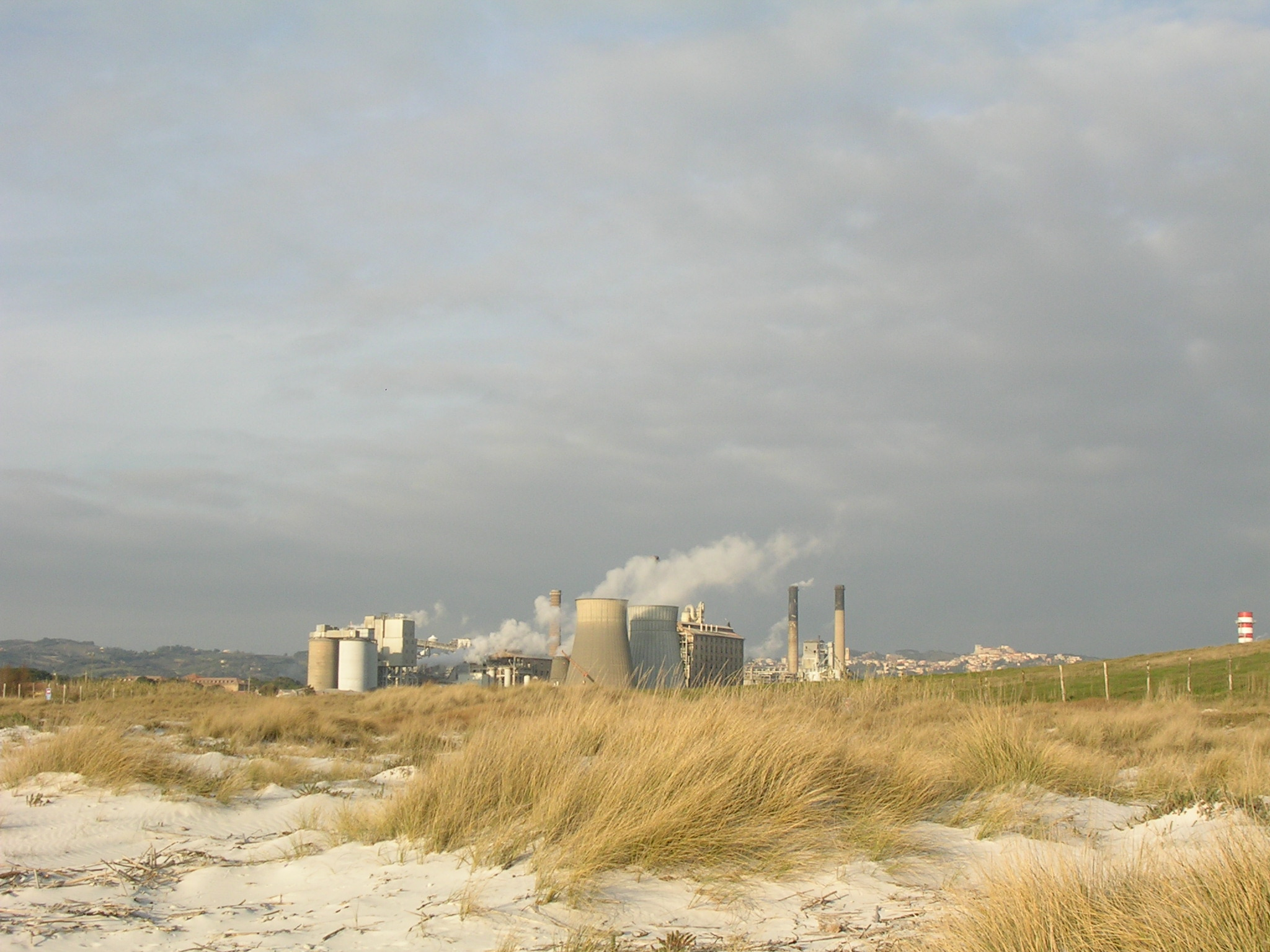
Industrie Solvay a Rosignano

Il comparto industriale è sviluppato nel capoluogo e nei centri di Rosignano Solvay e Piombino.
A Livorno, alle spalle del porto, insistono industrie petrolchimiche e di lavorazioni meccaniche; sviluppata è pure la cantieristica e, nelle aree limitrofe alla città, sorge il vasto Interporto "Amerigo Vespucci" di Guasticce.
L'attività industriale di Rosignano è concentrata principalmente attorno alla fabbrica della Solvay Group, attiva nel settore chimico e farmaceutico.
Anche Piombino riveste una notevole importanza per la presenza di grandi acciaierie.

## Galleria d'immagini

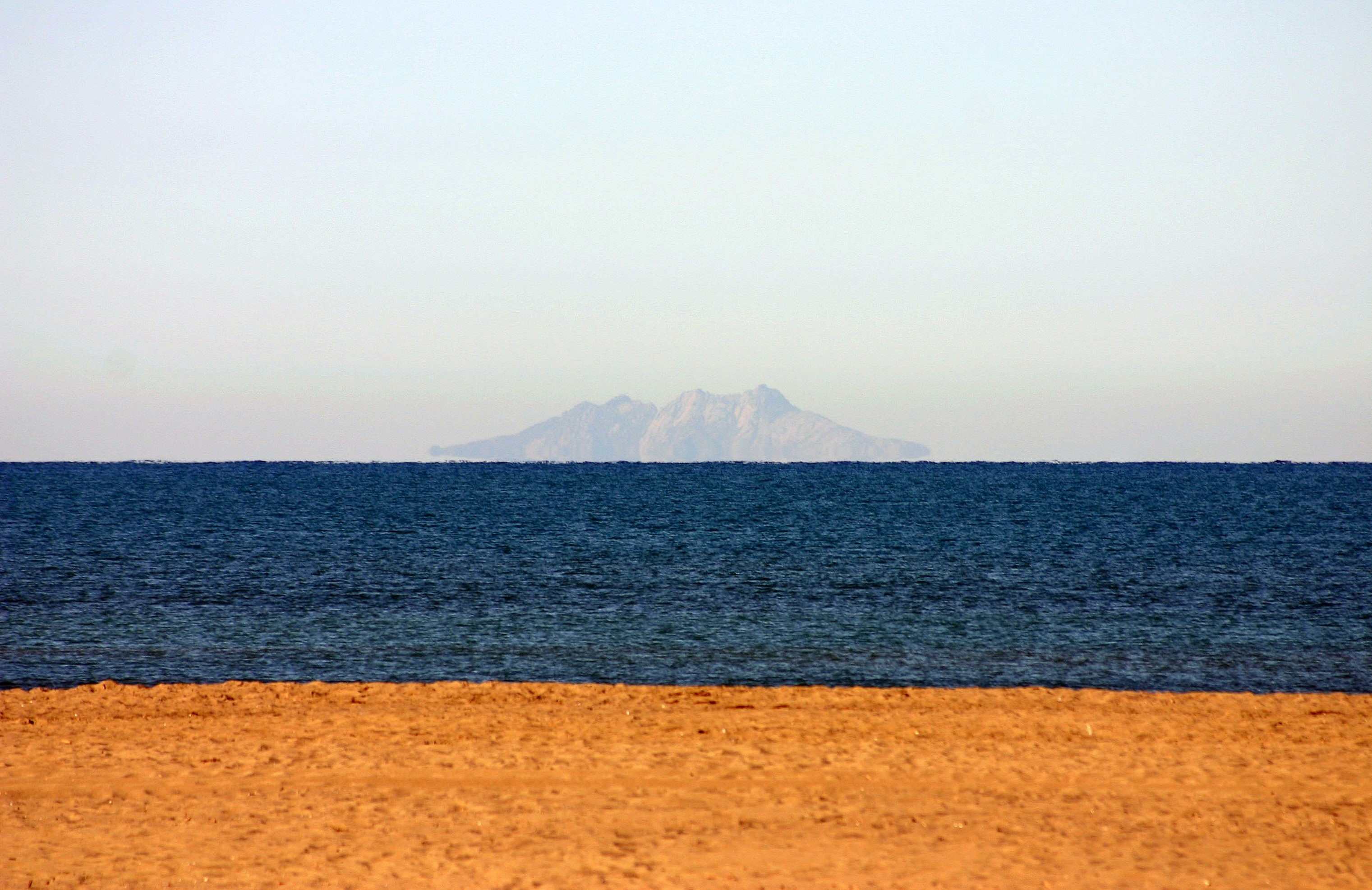
Isola di Montecristo
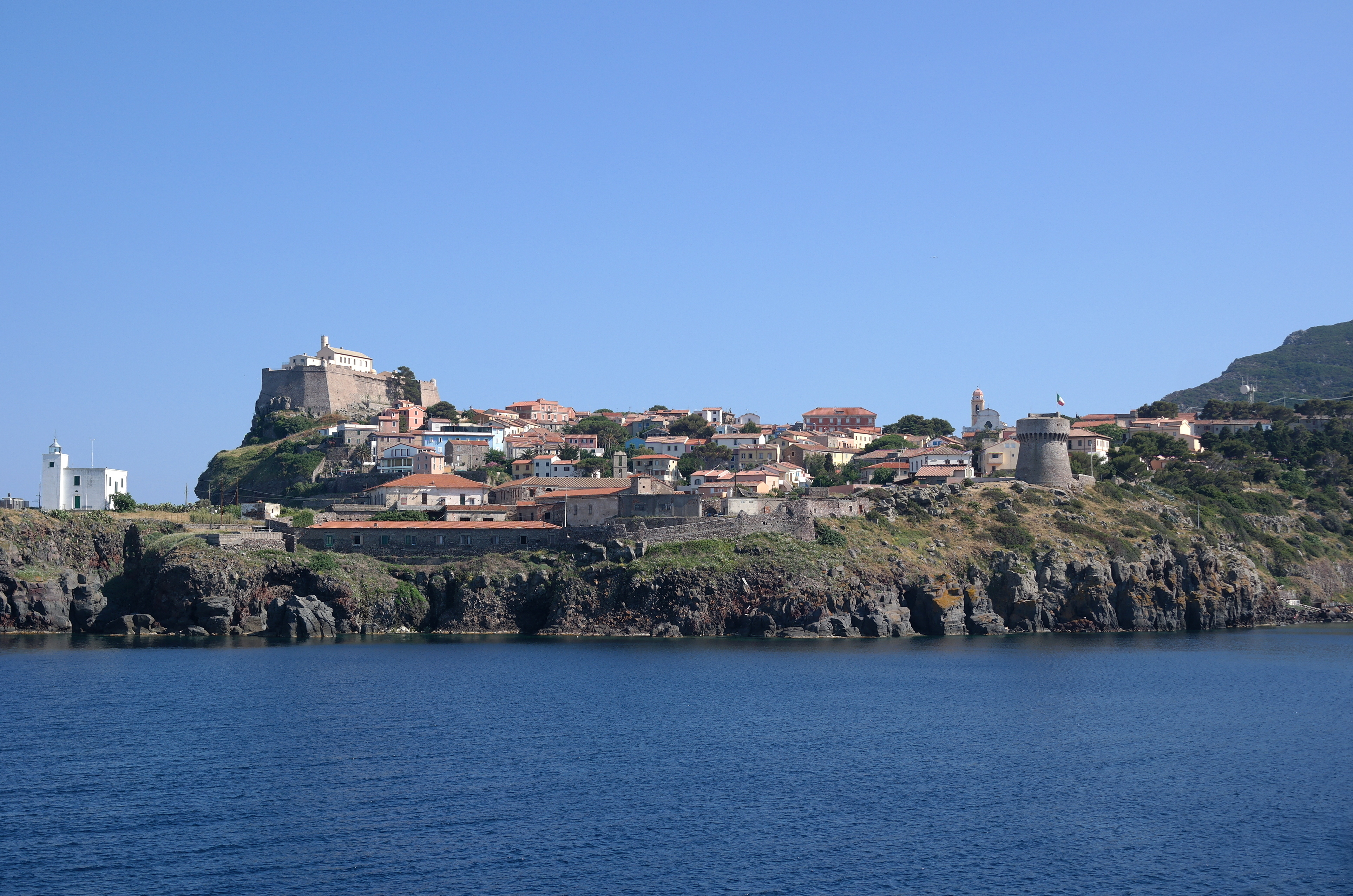
Veduta del paese di Capraia
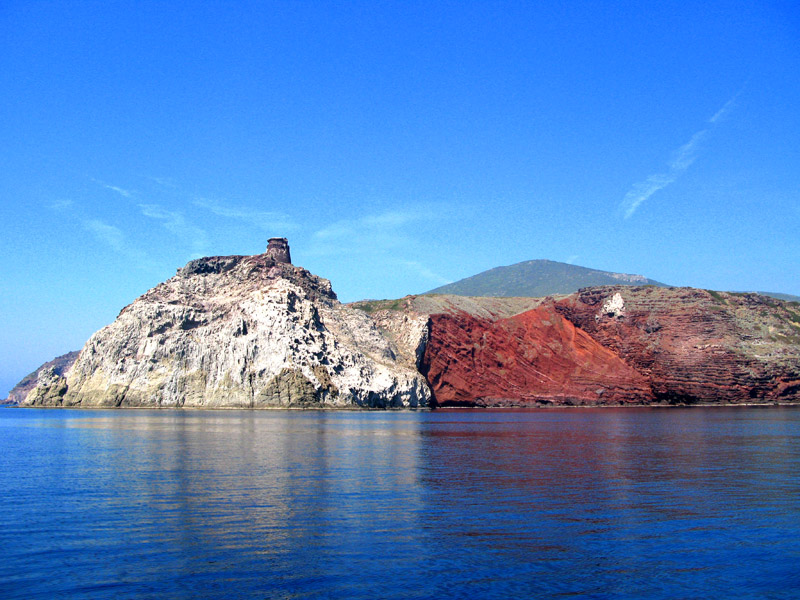
Capraia
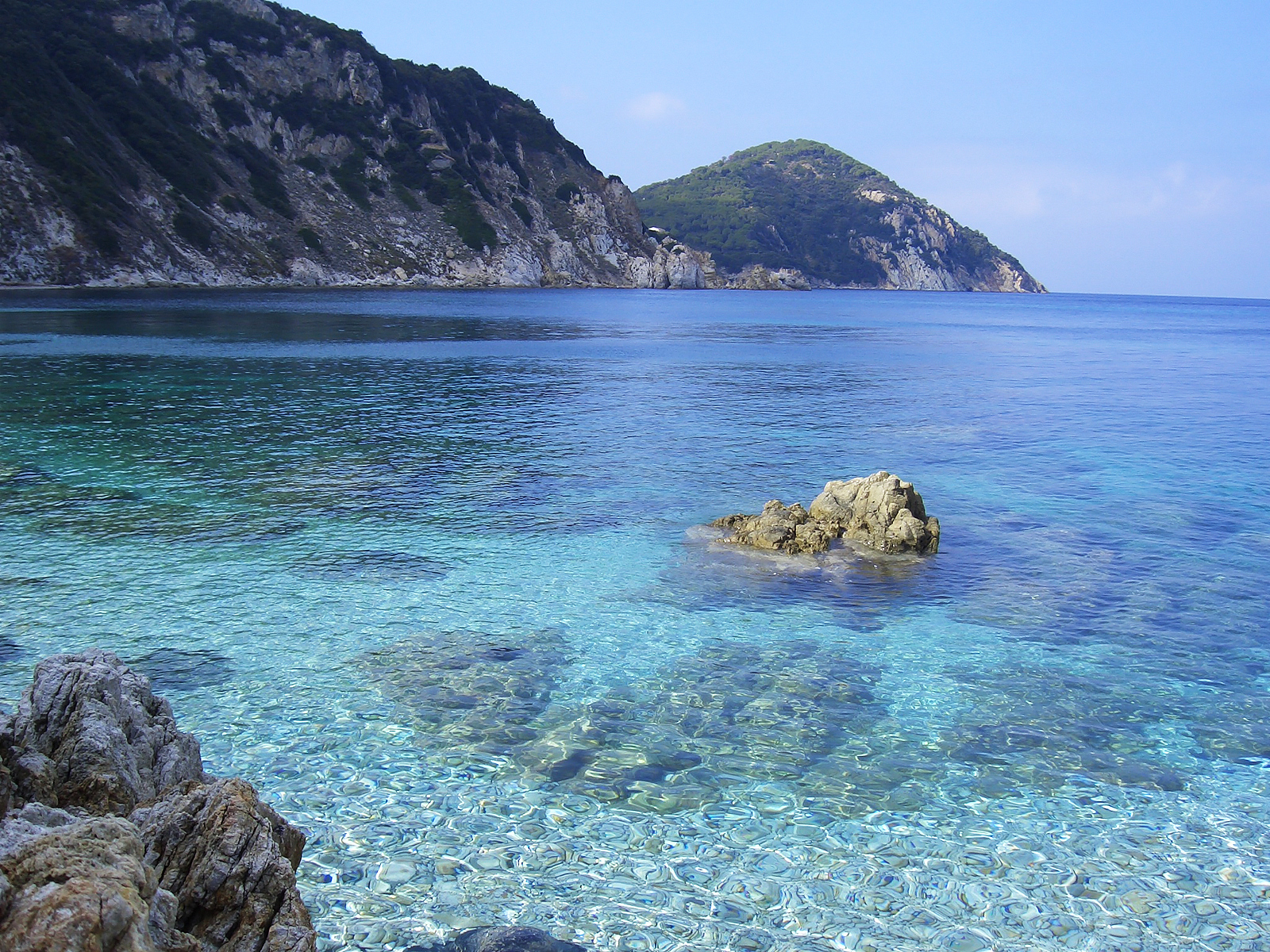
Isola d'Elba
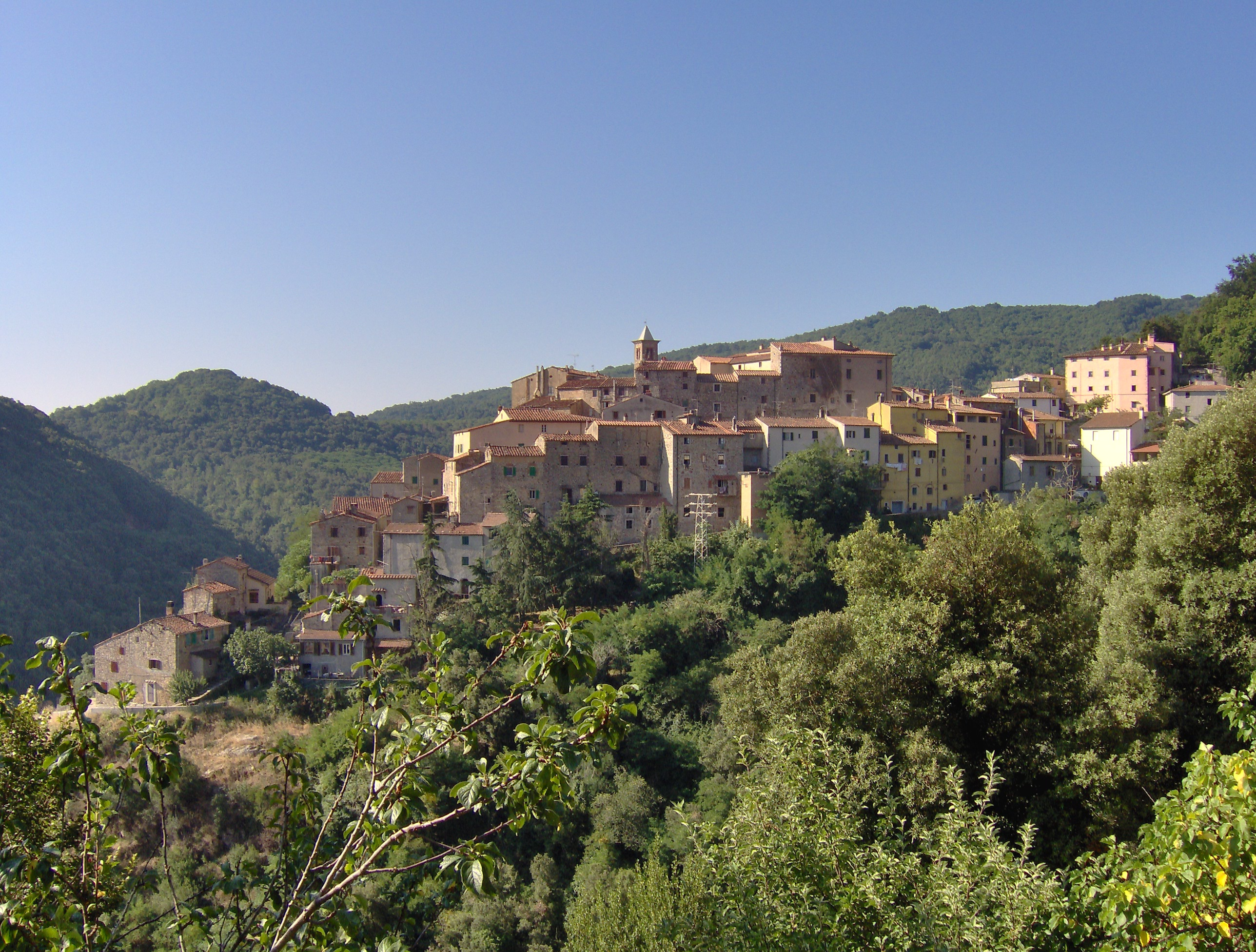
Veduta di Sassetta
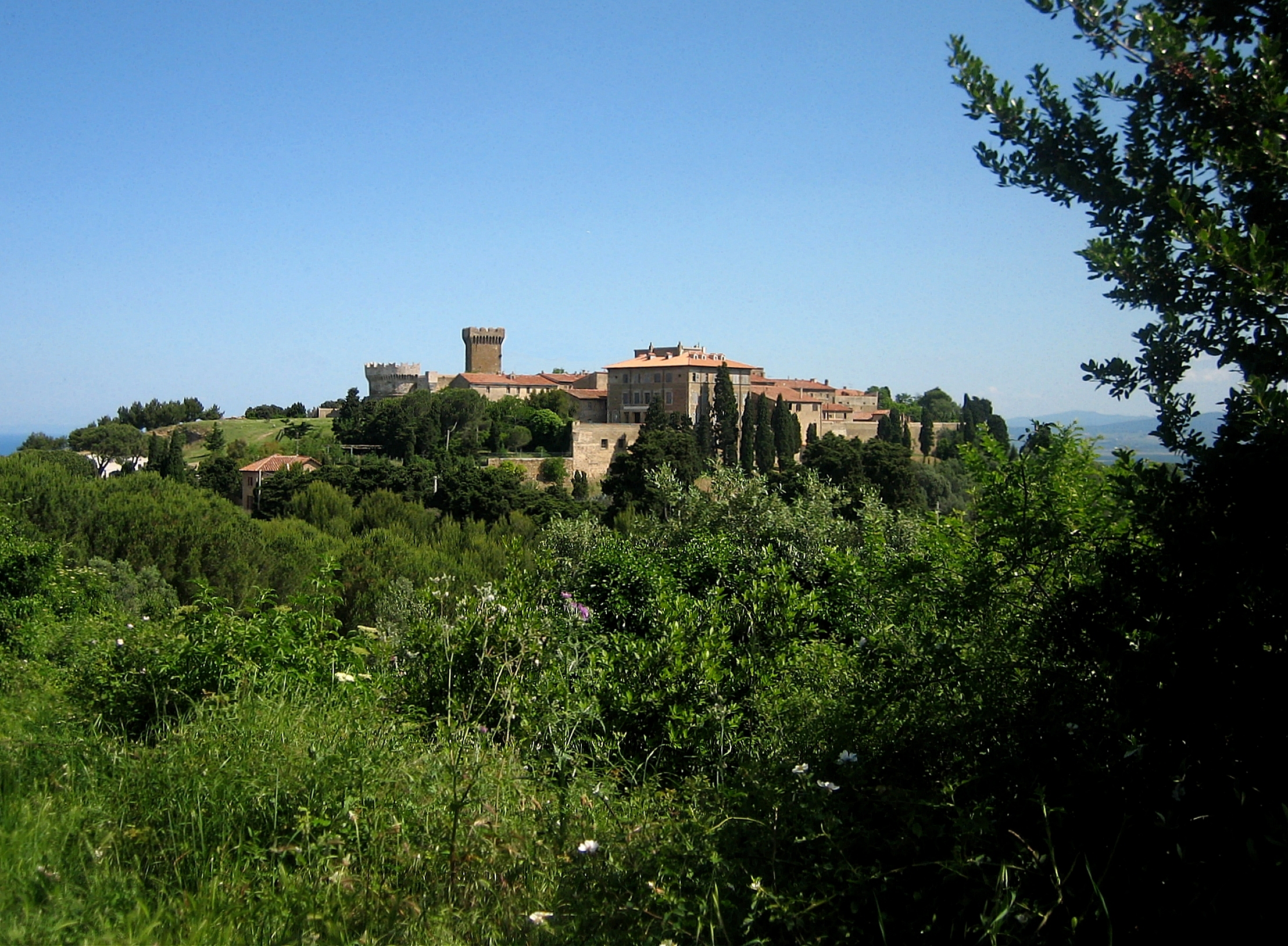
Veduta di Populonia
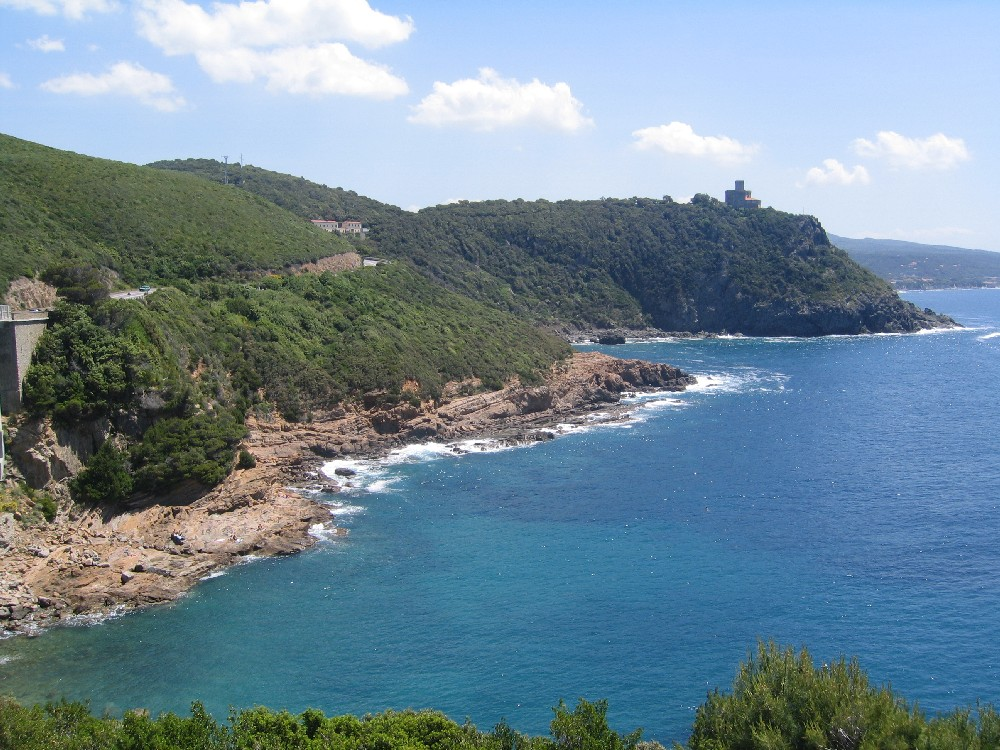
La costa tra Livorno e Quercianella
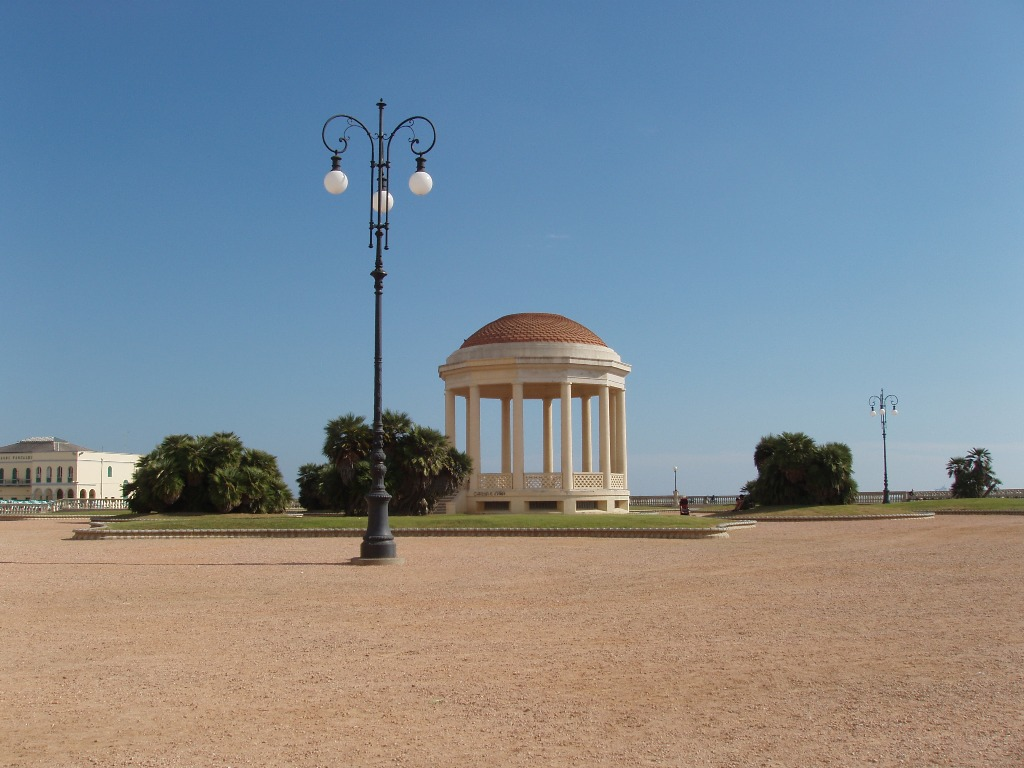
Terrazza Mascagni, Livorno

### Annotazioni
1. ↑  Per la prima volta il rapporto è redatto con divisione delle città in tre gruppi omogenei per dimensione demografica. Risulta quindi impossibile confrontare il risultato dell'anno 2011 con il precedente assendo mutate le modalità di determinazione degli indici.
2. 1 2  Rapporto redatto con divisione delle città in tre gruppi omogenei per dimensione demografica.
3. ↑  A partire da questa versione del rapporto annuale, la divisione delle città in tre gruppi omogenei per dimensione demografica rimane soltanto per quanto riguarda i due indicatori relativi al trasporto pubblico e non riguarda la classifica complessiva. Risulta quindi impossibile confrontare il risultato dell'anno 2014 con il precedente assendo mutate le modalità di determinazione degli indici.

### Fonti
1. 1 2 3   Bilancio demografico mensile anno 2025 (dati provvisori), su demo.istat.it, ISTAT.
2. ↑  M. Sanacore, I paradossi della storia: Livorno non ebbe provincia perché era troppo importante!, in "CN - Comune Notizie", n. 81, ottobre-dicembre 2012, p.  26.
3. 1 2  M. Sanacore, cit., p. 24.
4. ↑  R.D.L. 15 novembre 1925, n. 2011, art. 1 s:R.D.L. 15 novembre 1925, n. 2011
5. ↑  R.D.L. 15 novembre 1925, n. 2011, art. 3 s:R.D.L. 15 novembre 1925, n. 2011
6. ↑   Sole 24 ORE, Qualità della vita 1990-2019 (PDF), su ilsole24ore.com,  p. 181. URL consultato il 17 ottobre 2023 (archiviato il 13 agosto 2020).
7. ↑   Legambiente, Ecosistema urbano Rapporto di Legambiente 2006 - XII rapporto sulla qualità ambientale dei comuni capoluogo di provincia (PDF), su comune.bologna.it,  p. 9. URL consultato l'11 ottobre 2023 (archiviato dall'url originale l'8 luglio 2008).
8. ↑   Sole 24 ORE, Qualità della vita 1990-2019 (PDF), su ilsole24ore.com,  p. 197. URL consultato il 17 ottobre 2023 (archiviato il 13 agosto 2020).
9. ↑   Legambiente, Ecosistema urbano Rapporto di Legambiente 2007 XIII Rapporto sulla qualità ambientale dei comuni capoluogo di provincia (PDF), su comune.bologna.it,  p. 10. URL consultato l'11 ottobre 2023.
10. ↑   Sole 24 ORE, Qualità della vita 1990-2019 (PDF), su ilsole24ore.com,  p. 215. URL consultato il 17 ottobre 2023 (archiviato il 13 agosto 2020).
11. ↑   Legambiente, Ecosistema urbano Rapporto di Legambiente 2008 XIV Rapporto sulla qualità ambientale dei comuni capoluogo di provincia (PDF), su comune.bologna.it,  p. 14. URL consultato l'11 ottobre 2023.
12. ↑   Sole 24 ORE, Qualità della vita 2009, su ilsole24ore.com. URL consultato il 30 marzo 2012 (archiviato dall'url originale il 31 luglio 2013).
13. 1 2   Legambiente, Ecosistema Urbano 2010 - XVI Rapporto sulla qualità ambientale dei comuni capoluogo di provincia (PDF), su marcoinfussi.it,  p. 23. URL consultato l'11 ottobre 2023.
14. ↑   Sole 24 ORE, Qualità della vita 1990-2019 (PDF), su ilsole24ore.com,  p. 245. URL consultato il 17 ottobre 2023 (archiviato il 13 agosto 2020).
15. ↑   Sole 24 ORE, Qualità della vita 2011, su ilsole24ore.com. URL consultato il 12 giugno 2014 (archiviato dall'url originale il 29 luglio 2013).
16. ↑   Legambiente, Ecosistema Urbano 2011 - XVIII Rapporto sulla qualità ambientale dei comuni capoluogo di provincia (PDF), su comune.genova.it, 17 ottobre 2011,  p. 26. URL consultato l'11 ottobre 2023.
17. ↑   Sole 24 ORE, Qualità della vita 1990-2019 (PDF), su ilsole24ore.com,  p. 273. URL consultato il 17 ottobre 2023 (archiviato il 13 agosto 2020).
18. ↑   Legambiente, Ecosistema Urbano 2012 - XIX Rapporto sulla qualità ambientale dei comuni capoluogo di provincia, su slideshare.net, ottobre 2012,  p. 30. URL consultato l'11 ottobre 2023.
19. ↑   Sole 24 ORE, Qualità della vita 1990-2019 (PDF), su ilsole24ore.com,  p. 283. URL consultato il 17 ottobre 2023 (archiviato il 13 agosto 2020).
20. ↑   Legambiente, Ecosistema Urbano 2012 - XIX Rapporto sulla qualità ambientale dei comuni capoluogo di provincia, su issuu.com, Legambiente, ottobre 2013,  p. 35. URL consultato l'11 ottobre 2023.
21. ↑   Sole 24 ORE, Qualità della vita 2014 (PDF), su ilsole24ore.com. URL consultato il 14 gennaio 2016 (archiviato dall'url originale il 24 settembre 2015).
22. ↑   Legambiente, ECOSISTEMA URBANO - XXI Rapporto sulla qualità ambientale dei comuni capoluogo di provincia (PDF), su legambiente.it,  p. 27. URL consultato l'8 ottobre 2023 (archiviato dall'url originale il 27 novembre 2014).
23. ↑   Il Sole 24 ORE, Qualità della vita 2015 - Provincie a confronto sulla qualità della vita, su st.ilsole24ore.com, 10 settembre 2015. URL consultato l'8 ottobre 2023 (archiviato il 17 maggio 2023).
24. ↑   greenreport.it, Ecosistema urbano 2015, Livorno precipita e il primato passa a Pisa (PDF), su greenreport.it, 28 ottobre 2015. URL consultato l'8 ottobre 2023 (archiviato il 30 maggio 2023).
25. ↑   Ecosistema Urbano 2016 - XXIII Rapporto sulla qualità ambientale dei comuni capoluogo di provincia (PDF), su comune.bologna.it, 2016,  p. 32. URL consultato l'8 ottobre 2023 (archiviato il 9 ottobre 2023).
26. ↑   Il Sole 24 ORE, Lab24 Qualità della vita 2022 - Le classifiche 2016, su lab24.ilsole24ore.com. URL consultato l'8 ottobre 2023 (archiviato il 9 ottobre 2023).
27. 1 2 3 4 5   Ecosistema urbano, su lab24.ilsole24ore.com. URL consultato l'8 ottobre 2023 (archiviato l'8 giugno 2023).
28. ↑   Ecosistema Urbano 2016 - XXIII Rapporto sulla qualità ambientale dei comuni capoluogo di provincia (PDF), su comune.bologna.it, 2016,  p. 31. URL consultato l'8 ottobre 2023 (archiviato il 9 ottobre 2023).
29. ↑   Il Sole 24 ORE, Lab24 Qualità della vita 2022 - Le classifiche 2017, su lab24.ilsole24ore.com. URL consultato l'8 ottobre 2023 (archiviato il 9 ottobre 2023).
30. ↑   Il Sole 24 ORE, Lab24 Qualità della vita 2022 - Le classifiche 2018, su lab24.ilsole24ore.com. URL consultato l'8 ottobre 2023 (archiviato il 9 ottobre 2023).
31. ↑   Il Sole 24 ORE, Qualità della vita 2019, su lab24.ilsole24ore.com. URL consultato l'8 ottobre 2023 (archiviato il 28 giugno 2023).
32. ↑   Il Sole 24 ORE, Lab24 Qualità della vita 2022 - Le classifiche 2021, su lab24.ilsole24ore.com. URL consultato l'8 ottobre 2023 (archiviato il 12 gennaio 2023).
33. ↑   Legambiente, Ecosistema urbano - Rapporto sulle performance ambientali delle città 2020 (PDF), su legambiente.it,  p. 27. URL consultato l'8 ottobre 2023 (archiviato il 22 maggio 2023).
34. ↑   Il Sole 24 ORE, Lab24 Qualità della vita 2022 - Le classifiche 2021, su lab24.ilsole24ore.com. URL consultato l'8 ottobre 2023 (archiviato il 28 marzo 2023).
35. ↑   Legambiente, Ecosistema urbano - Rapporto sulle performance ambientali delle città 2021 (PDF), su legambiente.it,  p. 14. URL consultato l'8 ottobre 2023 (archiviato l'8 novembre 2021).
36. ↑   Il Sole 24 ORE, Lab24 Qualità della vita 2022 - Le classifiche 2022, su lab24.ilsole24ore.com. URL consultato l'8 ottobre 2023 (archiviato il 4 luglio 2023).
37. ↑   Legambiente, Ecosistema urbano - Rapporto sulle performance ambientali delle città 2022 (PDF), su legambiente.it,  p. 10. URL consultato l'8 ottobre 2023 (archiviato il 2 aprile 2023).